# Die gläserne Fackel
Die gläserne Fackel ist ein siebenteiliger Fernsehfilm nach dem gleichnamigen Roman von Wolfgang Held aus dem Jahre 1989.
Die Serie handelt von den Schicksalen und Lebenswegen der Familie Steinhüter, die in fünf Generationen eng mit der Firma Carl Zeiss Jena verbunden sind.
Zugleich mit der Familiengeschichte stellt der Film eine Chronik der traditionsreichen Zeiss-Werke vom kleinen Handwerksbetrieb zum modernen, national und international renommierten Unternehmen der feinoptischen Industrie dar.
1. Die Gründung
2. Die Stiftung
3. Die Waffenschmiede
4. Der Konzern
5. Wendepunkte
6. Die Entscheidung
7. Zukunftslinien

## Form der Darstellung und Schlüsselfiguren
An der Serie fällt auf, dass einige, für die Geschichte der Firma Zeiss zentrale Personen unter ihren realen Namen agieren (z. B. Max Fischer, August Kotthaus), während die Namen anderer Akteure verschleiert werden (z. B. Johannes Harting als Geheimrat Dr. Marcus, Heinrich Küppenbender als Paul Hiller usw.). Außerdem ist der Grundtenor der Verfilmung stark durch die offizielle DDR-Geschichtsschreibung geprägt, was stellenweise bis auf eine Verfälschung tatsächlicher Vorgänge hinausläuft. So wird in Folge 2 der Eindruck erweckt, die Zeiss-Geschäftsleitung habe das Palmos-Kamerawerk zerschlagen, um keine Konkurrenz aufkommen zu lassen. In Wahrheit war die von Paul Rudolph initiierte Firma wegen der technischen Unzulänglichkeiten der hergestellten Erzeugnisse in Schieflage geraten und musste unter hohen finanziellen Verlusten vom Zeisswerk aufgefangen werden. In Folge 7 wird der Gang von etwa 270 Zeiss-Mitarbeitern in die Sowjetunion im Oktober 1946 als freiwillige Entscheidung der Betroffenen dargestellt. In Wahrheit handelte es sich bei der Deportation um eine Nacht- und Nebelaktion, bei der einer der verhafteten Wissenschaftler sogar an einem Herzanfall verstarb. Der für die DDR-Geschichtswissenschaft auch Ende der 1980er Jahre noch „heikle“ Arbeiteraufstand vom 17. Juni 1953 wird dagegen ganz und gar ausgespart.
Demgegenüber müssen die letzten beiden Folgen als eine kaum verhohlene Glorifizierung des seit Mitte der 1970er Jahre allmächtig agierenden Zeiss-Generaldirektors und Mittag-Vertrauensmanns Wolfgang Biermann verstanden werden. Verstärkt wird diese Intention dadurch, dass für dessen Darstellung derselbe Schauspieler eingesetzt wurde, der in der ersten Folge den sympathischen Firmengründer Carl Zeiß verkörpert hatte. Über den damals sehr populären Schauspieler Alfred Müller soll auf diese Weise beim Zuschauer eine Einheit zwischen Zeiß und Biermann suggeriert werden. Außerdem hinterlässt die Serie folgenden Eindruck: Die ständige enge Verknüpfung der Geschichte der Firma Zeiss mit dem Schicksal der fiktiven Familie Steinhüter über fünf Folgen hinweg hat den einzigen dramaturgischen Zweck, in Folge 6 den Aufstieg des Ururenkels der Zeiß-Haushälterin Karoline Steinhüter Robert Steinhüter (= Wolfgang Biermann) zum Zeiss-Betriebsdirektor historisch zu legitimieren.